# Shen Kuo
Shen Kuo (chino: 沈括, pinyin: Shěn Kuò) (1031-1095) fue un polímata chino que fue físico, geólogo, astrónomo, agrónomo, embajador, general militar, matemático, cartógrafo, ingeniero hidráulico, meteorólogo, botánico, zoólogo, farmacólogo, autor, y burócrata del gobierno de la Dinastía Song (960-1279) en China. Shen Kuo vivió en Qiantang, el actual Hangzhou. En 1063, a la edad de 35 años, Shen Kuo pasó con éxito el examen imperial para el servicio del gobierno. Fue como embajador al Imperio Tangut y estuvo en las campañas militares llevadas contra ellos. Fue el administrador principal de la oficina de astronomía y canciller de la academia de Han-lin. También fue aliado político y confidente del canciller Wang Anshi y del emperador Shenzong (神宗 Shénzōng; 1067-1085).
Shen Kuo fue el primero en describir la brújula magnética en su libro Mengxi Bitan. Esto ocurría un siglo antes de que Alexander Neckham la describiera en Europa. Hizo también una teoría geológica de la geomorfología observando los depósitos del barro, los fósiles de mar que se encontraban en las montañas, y los fósiles petrificados subterráneos de bambú encontrados en una región en la que no se desarrolla el bambú. Describió también el tipo móvil de impresión de arcilla, inventada por el artesano llamado Bi Sheng en los años 1041 y 1048. Mejoró las invenciones de la esfera armilar, del gnomon, y del reloj de clepsidra. Descubrió el concepto astronómico del norte verdadero, y alegó, que el sol y la luna eran esféricos, no planos, empleando la observación del eclipse solar y el eclipse lunar. Hizo dos atlas, y creó una carta geográfica tridimensional. Fue también el primero en China en describir el dique seco para la reparación de barcos. Reformó el calendario chino con la base de unas observaciones astronómicas precisas que realizó durante meses.
Shen Kuo vivió al final de su vida varios años en aislamiento, en su casa que poseía un jardín que le servía de esparcimiento, cerca de Zhenjiang, provincia de Jiangsu. Su tumba se sitúa en la zona de Yuhang de Hangzhou, que recientemente por iniciativa del gobierno chino se ha reconstruido enteramente en septiembre del 2001.